# لانا زاكوسيلا
لانا زاكوسيلا (مواليد 1987) عارضة أزياء لاتفية تقيم في باريس.

## الحياة الشخصية
في عام 2015، تزوجت زاكوسلا رجل الأعمال والدبلوماسي جوستين إتزين في حفل زفاف فخم في سيشيل.

## روابط خارجية
- لانا زاكوسيلا على موقع IMDb (الإنجليزية)
- لانا زاكوسيلا على موقع دليل عارضات الأزياء (الإنجليزية)